# Oxaea austera
Oxaea austera là một loài ong trong họ Andrenidae. Loài này được Gerstäcker miêu tả khoa học đầu tiên năm 1867.